# ميليسا راي
ميليسا راي (بالإنجليزية: Melissa Ray)‏ هي لاعبة كرة قدم نيوزيلندية، ولدت في 25 أبريل 1984. شاركت مع منتخب نيوزيلندا لكرة القدم للسيدات.

## وصلات خارجية
- ميليسا راي على موقع الاتحاد الدولي (مؤرشف)  (الإنجليزية)
- ميليسا راي على موقع قاعدة بيانات كرة القدم.إي يو (الإنجليزية)